# Serantes (monte)
El Serantes  es un monte  de 452 metros de altitud cuya cima está situada en el municipio  de Santurce perteneciendo también dicho monte a los términos municipales de Ciérvana y Abanto y Ciérvana en la comarca del Gran Bilbao en Vizcaya (País Vasco, España).
Se sitúa en la orilla izquierda de la Ría de Bilbao sobre la bocana de entrada a la misma y el puerto de Bilbao. Es visible desde todos los lugares de la comarca sirviendo de referencia. Desde su cumbre se contempla una impresionante vista de toda la comarca bilbaína con el puerto a sus pies.
Está rodeado de una importantísima zona industrial y minera, que ha sido  motor económico de Vizcaya, por lo que se halla rodeado de infraestructuras de todo tipo, siendo atravesado por túneles para el acceso ferroviario al puerto y a las industrias situadas a la orilla de la ría.
Los Lunes de Pascua se realiza una romería llamada romería de Cornites en referencia al bollo de pan circular relleno de huevo cocido y chorizo que recibe el  nombre de bollo de Cornites. A esta romería acuden mayoritariamente los vecinos de Santurce.

## La denominación
En varios documentos antiguos aparece como Sarantes, quizás muchos cambian la primera vocal por razones fonéticas, o porque el apellido Serantes (con "e") sea más extendido por su superioridad numérica, aunque no es razón suficiente para cambiar el nombre original (Sarantes) [con "a"], es así entonces, que el primer portador de este apellido (Sarantes), tomó su nombre de un lugar así llamado por ser natural del mismo.
Siendo esta la forma original correcta, es así que siguiendo la teoría del etimologista don Isaac López Mendizábal, quien sostiene que el apellido SARANTES en euskera significa “endrinal”, su primer portador vivía en un lugar abundante en endrinos.
"Es de notar que en Vizcaya existe el monte llamado Sarantes, nombrado así por ser abundantes en él los endrinos."
fuente tomada de estudio heráldico realizado por Heraldaria.com bajo la supervisión del Consejo Asesor de Heráldica y Genealogía de España.
También se le ha denominado Serantes el Grande para diferenciarlo de su vecino Serantes el Chico  (actualmente llamado Montaño de 319 metros de altitud).

## Descripción
Alzado sobre el Abra de la ría de Bilbao tiene forma cónica y un majestuoso porte. Se levanta como atalaya natural en este estratégico lugar que da acceso al histórico e importante puerto de Bilbao, hoy día situado a sus pies y antiguamente unos kilómetros ría arriba en la propia capital vizcaína.
En un terreno de erial el macizo mantiene dos cimas separadas unos centenares de metros, Serantes de 452 m s. n. m.  y El mazo (245 m s. n. m.).
La ubicación estratégica ha dado lugar que su cumbre sea utilizada para uso de la defensa y en las telecomunicaciones. En ella se instaló un fuerte de vigilancia y defensa que fue utilizado por el ejército hasta el año 1910 del que todavía se aprecian importantes restos. En el collado de "El Llano" se encuentra un viejo polvorín y entre este y la cumbre hay un impresionante pozo denominado "La sima del capitán".
Entre las ruinas del fuerte se ha ubicado una torre de telecomunicaciones y a sus pies hay un vértice geodésico, el 3730 -  Serantes 82, que se sitúa a 25 metros de otro anterior ya desaparecido, el Serantes (37-29).

## El fuerte
El fuerte del Serantes se creó en tiempos de la Guerra de Sucesión bajo el reinado de Felipe V. A finales del siglo XIX fue reformado y ampliado (en el contexto de la guerra de Cuba y en previsión de un ataque de los Estados Unidos). Fue abandonado en 1910 ocupando entonces una superficie de 6.800 Ha. 
Tiene un foso perimetral  y cuatro pabellones para la tropa, uno para oficiales y dos de perpechos. El polvorín se sitúa en la ladera sur, a refugio de los ataques desde el mar, en el cerro de "Los Llanos" y llega hasta  la loma de "El Mazo".
ES una de las fortalezas mejor conservadas de la costa vasca.

## Rutas de ascenso
Desde Santurce o Portugalete

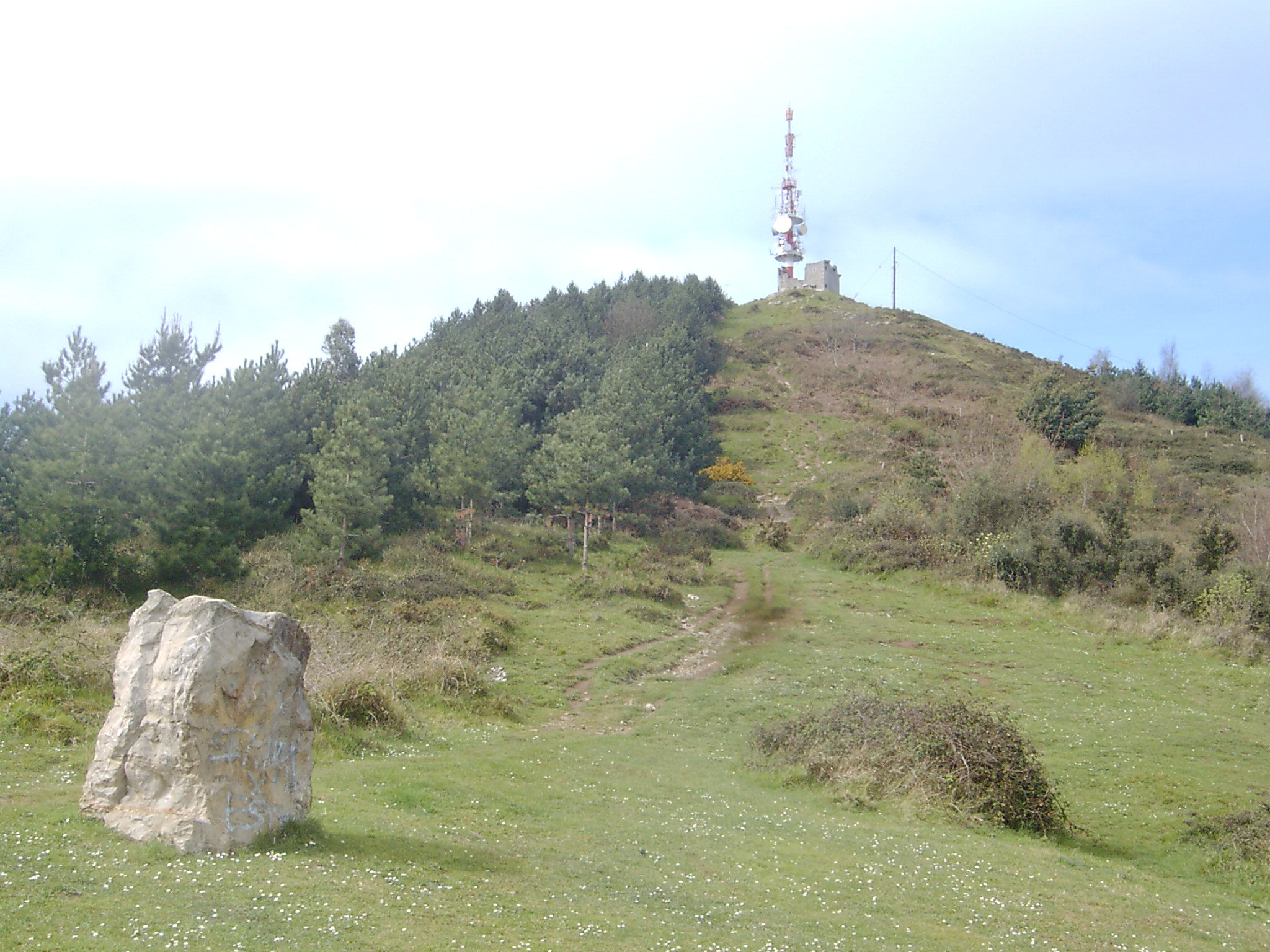
Cumbre.

El acceso a la cumbre del Serantes se realiza por una pista de hormigón que parte del barrio de Mamariga (Santurce) de donde hay que llegar al depósito de agua. Se puede seguir la pista o por un camino de tierra que queda a la izquierda de esta. Este camino llega hasta el caserío El Pastor y de allí hasta el collado del "El Llano" a 222 metros de altitud. Desde aquí por una senda hasta la cumbre.
Desde Ciérvana
La subida desde Ciérvana parte del barrio de La Cuesta que se halla a 201 metros sobre el nivel del mar. De allí siguiendo el cordal se alcanza la cumbre.
Tiempos de accesos
- Santurce (1h).
- Portugalete (1h 15 m).
- La Cuesta (1h 15 m).

Fuente (rutas de ascenso): Mendikat